# Xenasmatella ardosiaca
Xenasmatella ardosiaca är en svampart som först beskrevs av Bourdot & Galzin, och fick sitt nu gällande namn av Stalpers 1996. Xenasmatella ardosiaca ingår i släktet Xenasmatella och familjen Xenasmataceae.   Inga underarter finns listade i Catalogue of Life.